# نادي الرغاية
نادي الرغاية هو نادٍ جزائري لكرة القدم مقره في مدينة الرغاية (في ضواحي الجزائر). تأسس عام 1945 وألوانه الأبيض والأسود. ملعبه الرسمي هو بوعلام بورادة الذي يتسع لنحو 3000 متفرج. يلعب النادي حاليًا في الدوري الوطني لكرة القدم للهواة.